# Wałcz
Wałcz (germană Deutsch Krone) este un oraș în Polonia.